# Shepherdstown
Shepherdstown és una població dels Estats Units a l'estat de Virgínia de l'Oest. Segons el cens del 2000 tenia 803 habitants.

## Demografia
Segons el cens del 2000, Shepherdstown tenia 803 habitants, 410 habitatges, i 168 famílies. La densitat de població era de 861,2 habitants per km².
Dels 410 habitatges en un 13,9% hi vivien nens de menys de 18 anys, en un 28,8% hi vivien parelles casades, en un 9,8% dones solteres, i en un 58,8% no eren unitats familiars. En el 41,5% dels habitatges hi vivien persones soles el 12,7% de les quals corresponia a persones de 65 anys o més que vivien soles. El nombre mitjà de persones vivint en cada habitatge era d'1,96 i el nombre mitjà de persones que vivien en cada família era de 2,72.
Per edats la població es repartia de la següent manera: un 12,5% tenia menys de 18 anys, un 19,9% entre 18 i 24, un 25,7% entre 25 i 44, un 25,9% de 45 a 60 i un 16,1% 65 anys o més.
L'edat mediana era de 40 anys. Per cada 100 dones de 18 o més anys hi havia 95,3 homes.
La renda mediana per habitatge era de 40.750 $ i la renda mediana per família de 55.000 $. Els homes tenien una renda mediana de 35.833 $ mentre que les dones 30.139 $. La renda per capita de la població era de 28.539 $. Entorn del 7,5% de les famílies i el 15,3% de la població estaven per davall del llindar de pobresa.

## Poblacions més properes
El següent diagrama mostra les poblacions més properes.